# Víctor Frattini
Víctor J. Frattini Bononi (Tala, 19 febbraio 1956) è un ex cestista uruguaiano.

## Carriera
Con l'Uruguay ha disputato i Giochi olimpici di Los Angeles 1984, i Campionati mondiali del 1982 e due edizioni dei Campionati americani (1980, 1984).